# Лейтонстоун (станція метро)
51°34′06″ пн. ш. 0°00′30″ сх. д. / 51.568333° пн. ш. 0.008333° сх. д.
Лейтонстоун (англ. Leytonstone) — станція Центральної лінії Лондонського метрополітену. Станція знаходиться у Лейтонстоуні, Волтем-Форест, Лондон, на межі 3-ї та 4-ї тарифних зон, між метростанціями — Лейтон та Снерсбрук або Вонстед. В 2018 році пасажирообіг станції — 10.05 млн пасажирів

## Історія
- 22. серпня 1856: відкриття станції[3]
- 5. травня 1947: відкриття трафіку Центральної лінії
- 1. вересня 1955: завершення товарного трафіку[4]

## Пересадки
- На автобуси London Buses маршрутів: 66, 145, 257, 339, W13, W14, W15, W16, W19 та нічний маршрут N8
- На станцію Лейтонстоун-хай-роуд London Overground

## Послуги
| Попередня станція | Лінія | Лінія                             | Лінія   | Наступна станція |
| ----------------- | ----- | --------------------------------- | ------- | ---------------- |
| Лейтон            |       | Лондонське метро Центральна лінія |         | Снерсбрук        |
| Лейтон            |       | Лондонське метро Центральна лінія | Вонстед |                  |